# Comité Olímpico Etíope
El Comité Olímpico Etíope (código COI: ETH) es el Comité Olímpico Nacional que representa a Etiopía. Fue creado en Addis Abeba, Etiopía, en 1948  y reconocido por el Comité Olímpico Internacional en 1954. La organización también es miembro de la Asociación de Comités Olímpicos Nacionales de África.

## Presidentes
- Ato Assefa Mamo
- Dagmawit Girmay (–2009)
- Birhane Kidanemariam (2009 – el presente). Secretario general: Dagmawit Girmay